# Vaux-lès-Saint-Claude
Vaux-lès-Saint-Claude és un municipi francès situat al departament del Jura i a la regió de Borgonya - Franc Comtat. L'any 2007 tenia 706 habitants.

## Demografia

### Població
El 2007 la població de fet de Vaux-lès-Saint-Claude era de 706 persones. Hi havia 272 famílies de les quals 60 eren unipersonals (36 homes vivint sols i 24 dones vivint soles), 92 parelles sense fills, 100 parelles amb fills i 20 famílies monoparentals amb fills.
La població ha evolucionat segons el següent gràfic:
Habitants censats

### Habitatges
El 2007 hi havia 325 habitatges, 279 eren l'habitatge principal de la família, 18 eren segones residències i 28 estaven desocupats. 246 eren cases i 79 eren apartaments. Dels 279 habitatges principals, 205 estaven ocupats pels seus propietaris, 61 estaven llogats i ocupats pels llogaters i 13 estaven cedits a títol gratuït; 18 tenien dues cambres, 51 en tenien tres, 66 en tenien quatre i 144 en tenien cinc o més. 214 habitatges disposaven pel capbaix d'una plaça de pàrquing. A 115 habitatges hi havia un automòbil i a 138 n'hi havia dos o més.

### Piràmide de població
La piràmide de població per edats i sexe el 2009 era:
| Homes | Edats   | Dones |
| ----- | ------- | ----- |
| 0     | 95 o +  | 4     |
| 0     | 90 a 94 | 4     |
| 4     | 85 a 89 | 0     |
| 4     | 80 a 84 | 8     |
| 12    | 75 a 79 | 8     |
| 20    | 70 a 74 | 8     |
| 16    | 65 a 69 | 28    |
| 20    | 60 a 64 | 8     |
| 16    | 55 a 59 | 36    |
| 20    | 50 a 54 | 16    |
| 16    | 45 a 49 | 16    |
| 36    | 40 a 44 | 32    |
| 44    | 35 a 39 | 36    |
| 16    | 30 a 34 | 8     |
| 24    | 25 a 29 | 24    |
| 8     | 20 a 24 | 8     |
| 44    | 15 a 19 | 8     |
| 36    | 10 a 14 | 12    |
| 36    | 5 a 9   | 16    |
| 16    | 0 a 4   | 12    |

## Economia
El 2007 la població en edat de treballar era de 456 persones, 346 eren actives i 110 eren inactives. De les 346 persones actives 321 estaven ocupades (184 homes i 137 dones) i 26 estaven aturades (9 homes i 17 dones). De les 110 persones inactives 33 estaven jubilades, 46 estaven estudiant i 31 estaven classificades com a «altres inactius».

### Ingressos
El 2009 a Vaux-lès-Saint-Claude hi havia 283 unitats fiscals que integraven 752,5 persones, la mediana anual d'ingressos fiscals per persona era de 18.807 €.

### Activitats econòmiques
Dels 30 establiments que hi havia el 2007, 2 eren d'empreses extractives, 11 d'empreses de fabricació d'altres productes industrials, 5 d'empreses de construcció, 6 d'empreses de comerç i reparació d'automòbils, 3 d'empreses de transport, 1 d'una empresa financera, 1 d'una entitat de l'administració pública i 1 d'una empresa classificada com a «altres activitats de serveis».
Dels 6 establiments de servei als particulars que hi havia el 2009, 1 era una oficina de correu, 1 taller de reparació d'automòbils i de material agrícola, 2 paletes i 2 electricistes.
Dels 2 establiments comercials que hi havia el 2009, 1 era una botiga de més de 120 m² i 1 una peixateria.

## Equipaments sanitaris i escolars
El 2009 hi havia una escola elemental integrada dins d'un grup escolar amb les comunes properes formant una escola dispersa.

## Poblacions més properes
El següent diagrama mostra les poblacions més properes.